# ТЕЦ Гуодиан
ТЕЦ „Гуодиан“ (на китайски: 国电北仑发电厂) е топлоелектрическа централа разположена в окръг Бейлун, Китай. Със своите инсталирани мощности от 5000 MW една от четирите най-големи ТЕЦ използващи въглища в света. За целта се използват 5600 мегаватови и 2 1000 мегаватови реактора.